# Mary Booth
Mary Booth OBE (Sydney (Burwood), 9 luglio 1869 – Sydney (Nuovo Galles del Sud), 28 novembre 1956) è stata un medico ed assistente sociale australiana.

## Primi anni di vita e formazione
Mary Booth nacque il 9 luglio 1869 a Burwood, Sydney.
Booth fu educata privatamente, presso la Airlie School, quindi si laureò in arte presso l'Università di Sydney. Studiò medicina presso l'Edimburgo College of Medicine for Women, diplomandosi nel 1899.

## Carriera
Booth insegnò nelle scuole secondarie per ragazze e lavorò come docente per il Dipartimento di istruzione pubblica del NSW. Nel 1904 era lavorava in uno studio privato e come dimostratore onorario in anatomia insieme a Kate Welton Hogg all'Università di Sydney.
Nel 1910-12 fondò la scuola vittoriana per il servizio medico.
Era titolare della carica e il fondatore di molte associazioni patriottiche, tra cui la Friendly Union of Soldiers' Wives (''Unione amichevole delle mogli dei soldati'') e il Club dei soldati a Sydney.
Si candidò senza successo per North Shore come candidata indipendente nel 1920. Poi non riuscì a ottenere la nomina nel 1922 per le elezioni al Senato. Ha pubblicato una rivista mensile Boy Settler. Fondò l'Anzac Fellowship of Women nel 1921 e fu impegnata nel Dreadnought Scheme.

## Premi e onorificenze
Booth ricevette un OBE nel 1918 per il suo lavoro di beneficenza.

## Morte ed eredità
Morì nel 1956. Dopo la sua morte e la vendita della sua proprietà, i fondi furono usati per avviare la borsa di studio per le studentesse di economia dell'Università di Sydney. Nel 1961 la Mary Booth Lookout a Kirribilli fu nominata in suo onore. Booth Crescent, nel sobborgo Cook di Canberra, prende il nome da lei.